# 山口真理恵
山口 真理恵（やまぐち まりえ、1989年10月22日 - ）は、日本の元女子ラグビーユニオン選手。神奈川県横浜市出身。元ラガール7所属。50m6.6秒の俊足。現・ブラジル在住。

## 経歴
汐入小学校でタグラグビーと出会い、寛政中学校では陸上部に所属しつつ地元の名門・関東学院大学OBによるシニアチーム「釜利谷クラブ」で本格的に取り組むようになる。同じく7人制日本代表の鈴木彩香は小・中学校の同級生で親友。
横浜立野高校進学後は、社会人チーム「フェニックス」の一員としてプレーするとともにタグラグビー同好会を設立。高校ラグビーの名門・桐蔭学園高校にも出向き、男子に混じって練習もしていた。在学中、7人制U-23日本代表のセレクションに合格し、2007年の香港セブンズに出場。15人制でもユース代表としてニュージーランド遠征を経験。
卒業後の2008年、アジア女子ラグビー大会に出場する15人制日本代表に選出される。
2009年よりオーストラリアに留学。同年からは7人制フル代表に定着。7人制ワールドカップ、東アジア大会にも出場。また、2010年に行われる15人制ワールドカップのアジア予選でも代表に選出された。
留学から帰国後は購買戦略研究所（現PSI）に勤務しながら2014年2月に退職し、個人スポンサー支援の下でプロ転向。
2014年アジア競技大会に出場する7人制日本代表にも選ばれ銀メダル獲得。
2017年4月14日、現役を引退したことが判明。